# Université des sciences naturelles de Tokyo
Cet article a pour sujet l'université privée fondée en 1881. Pour l'université nationale fondée en  2024, voir Université des sciences de Tokyo (université nationale).
L'Université des sciences naturelles de Tokyo (東京理科大学, Tōkyō rika daigaku), abrégée Rikadai (理科大) et utilisant en anglais l'appelation Tokyo University of Science, est une université de recherche privée située à Shinjuku, Tokyo, Japon.

## Histoire
L'Université des sciences naturellesde Tokyo a été fondée en 1881 sous le nom d'Académie de physique de Tokyo par 21 diplômés du département de physique de la faculté des sciences de l'Université de Tokyo. En 1883, elle a été renommée Collège des sciences de Tokyo, et en 1949, elle a obtenu le statut d'université et est devenue l'Université des sciences de Tokyo.
Le personnage principal du roman Botchan de l'écrivain japonais Soseki Natsume est diplômé de l'Université des sciences naturellesde Tokyo.
Depuis 2016, c'est la seule université privée au Japon à avoir produit un lauréat du prix Nobel et la seule université privée en Asie à avoir produit des lauréats du prix Nobel dans le domaine des sciences naturelles.

## Campus
Le campus principal de l'Université des sciences naturelles de Tokyo est situé dans le district de Kagurazaka, à Shinjuku. La station la plus proche est la Gare d'Iidabashi.
En plus du campus principal à Shinjuku, il existe d'autres campus à travers le pays :
- Campus de Kagurazaka (principal) : Shinjuku, Tokyo
- Bâtiment scolaire de Fujimi : Chiyoda-ku, Tokyo
- Campus de Katsushika : Katsushika-ku, Tokyo
- Campus de Noda : Noda, Chiba
- Campus d'Oshamambe : Oshamanbe, Hokkaido

## Personnalités liées à l’université

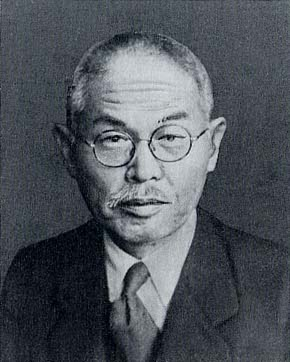
Kotaro Honda, Ancien recteur, nommé pour le prix Nobel de physique 1932[4].
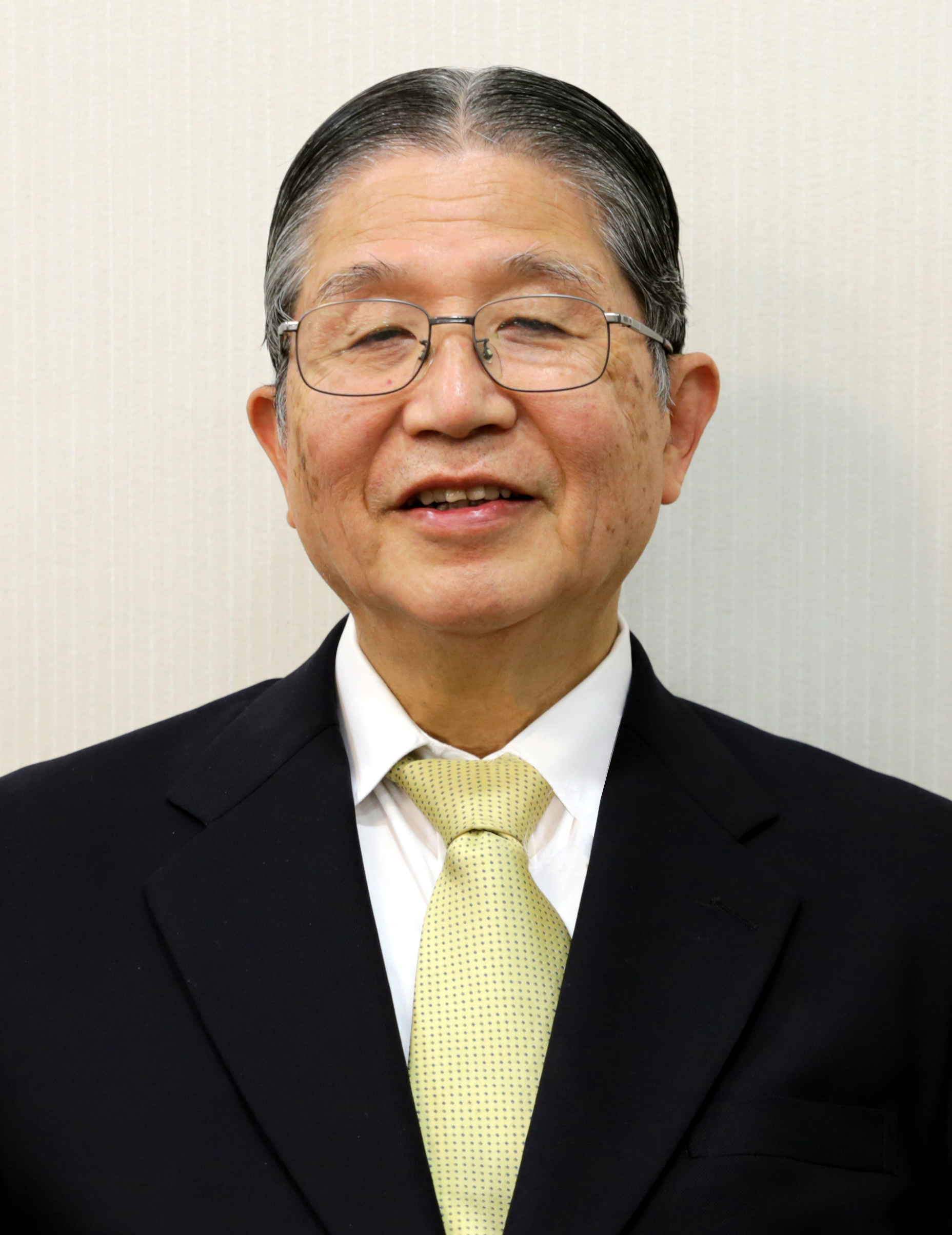
Akira Fujishima, Ancien directeur, découvreur du photocatalyseur.
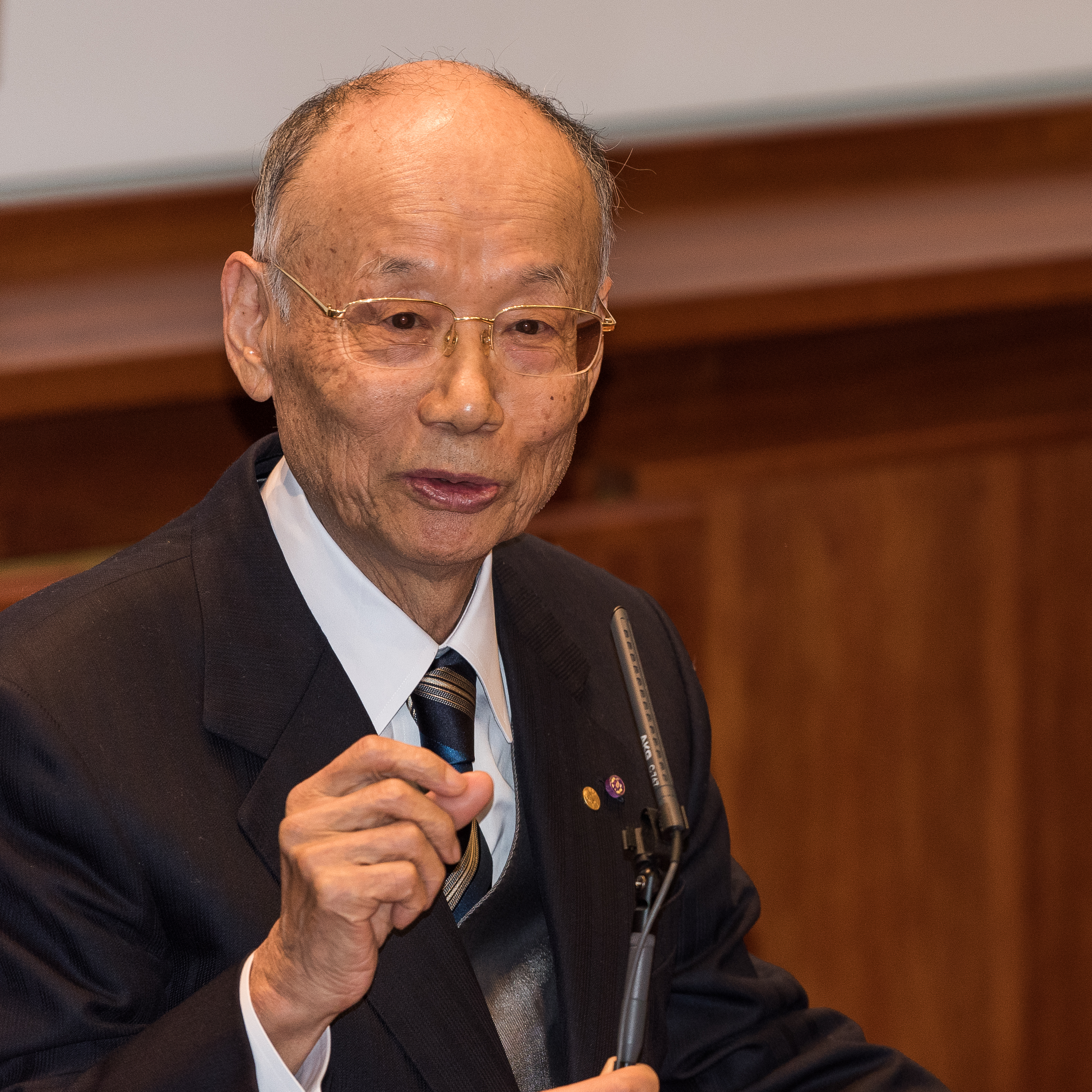
Satoshi Ōmura, Ancien élève, lauréat du prix Nobel de physiologie ou médecine 2015
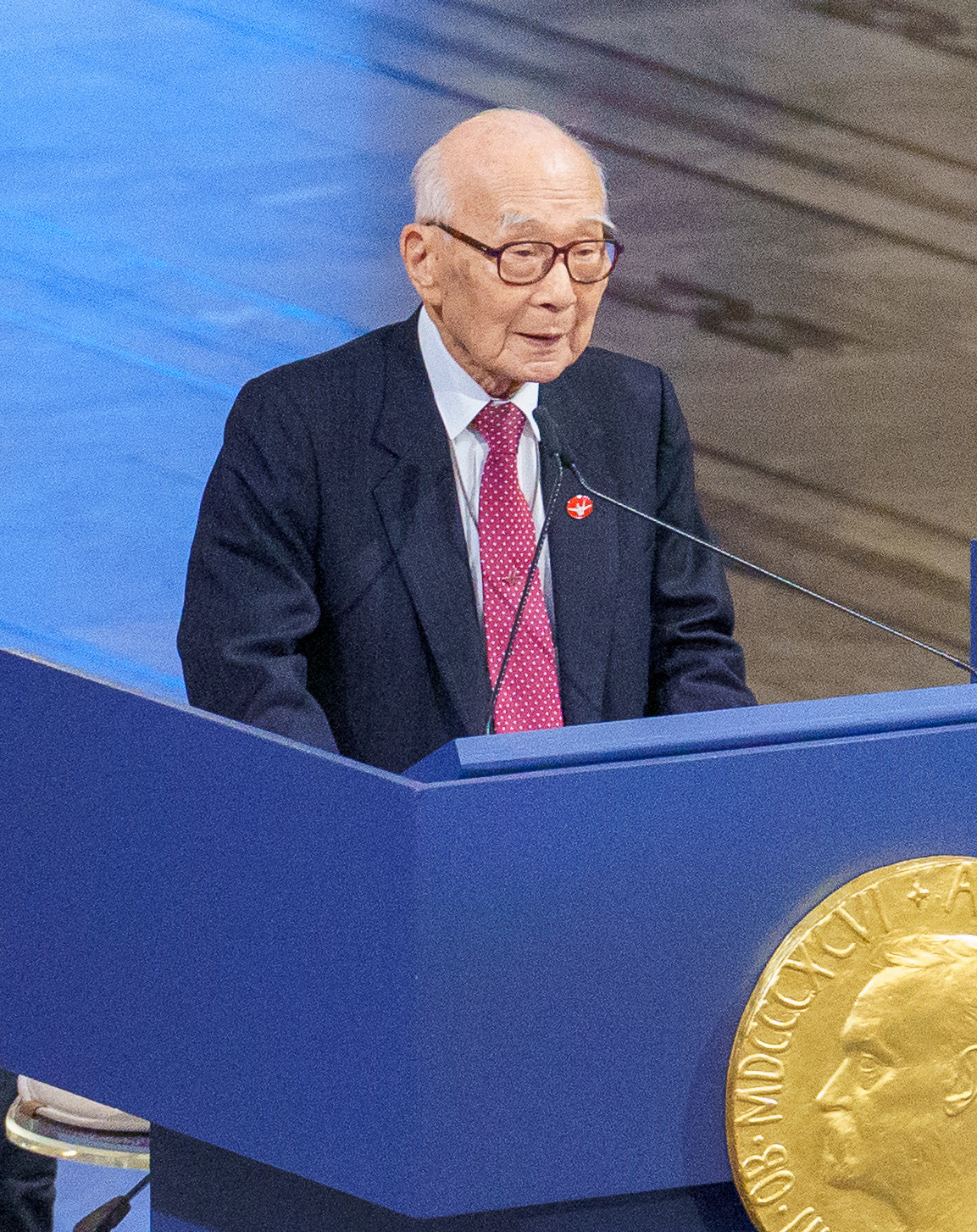
Terumi Tanaka, représentante de « Nihon Hidankyo », lauréate du prix Nobel de la paix 2024